# Inquilab Zindabad

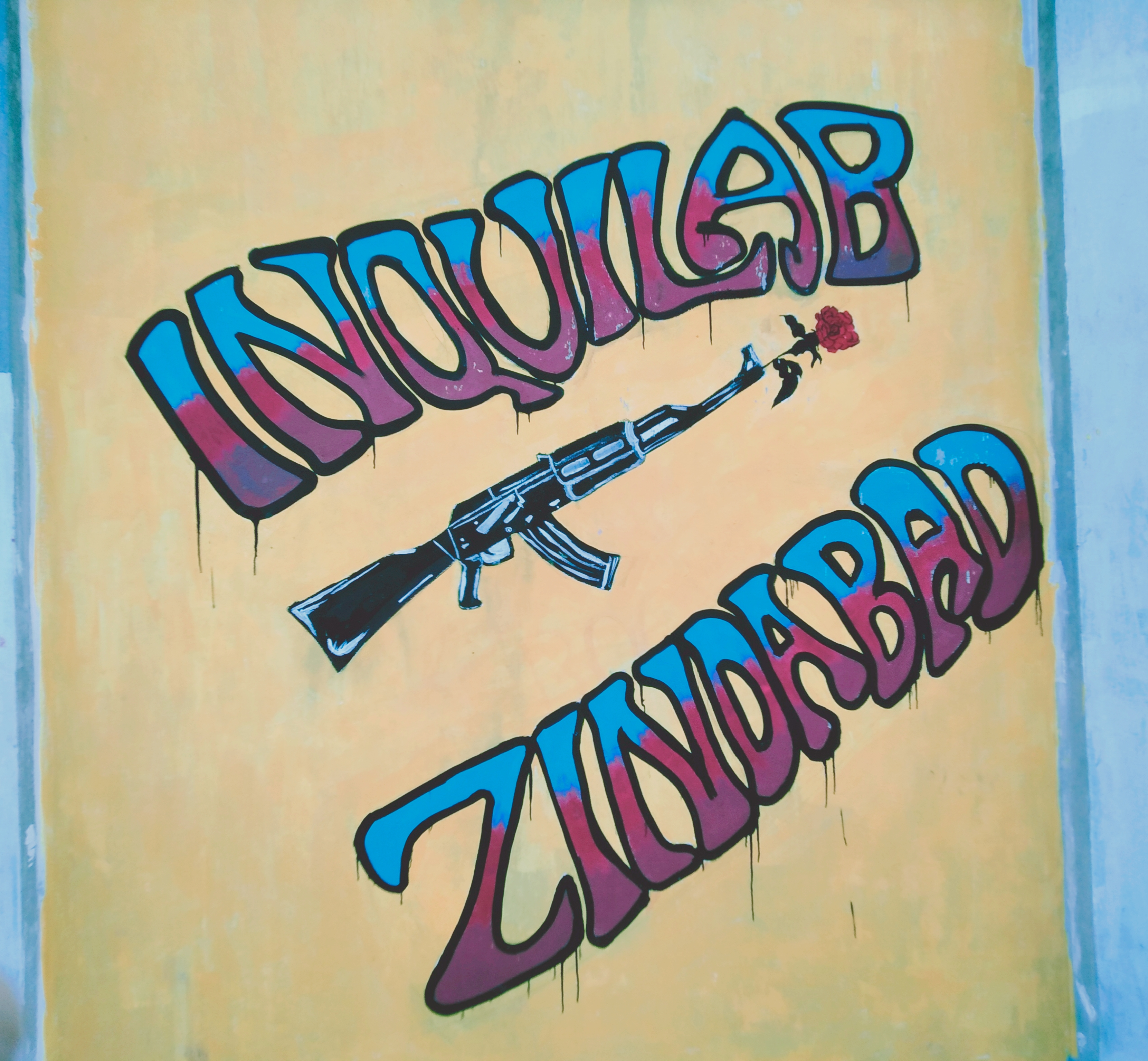
Graffiti con lo slogan Inquilab Zindabad, disegnati dagli studenti dopo la Rivoluzione di luglio, in Bangladesh.

Inquilab Zindabad (in urdu اِنقلاب زِنده باد‎?; in hindī इंक़िलाब ज़िंदाबाद; in bengali ইনকিলাব জিন্দাবাদ) è una frase indostana, traducibile come «Lunga vita alla rivoluzione!». Nacque come motto degli attivisti per il movimento indipendentista indiano dall'allora India britannica, ma trova ancora oggi impiego in Bangladesh, India e Pachistan come slogan nelle proteste della società civile e nei comizi di varî colori politici.

## Funzione e impiego
Lo slogan fu coniato nel 1921 da Maulana Hasrat Mohani, intellettuale islamico e poeta urdu, indipendentista, leader di spicco del Congresso Nazionale Indiano e tra i fondatori del partito comunista indiano. Divenne poi noto grazie all'opera di Bhagat Singh (1907–1931) al tramonto degli anni '20 che lo rese popolare attraverso i suoi discorsi e scritti. Servì anche da slogan ufficiale dell'Hindustan Socialist Republican Association, del Kamyunisṭa Samekana ("consolidamento comunista"), e fu uno dei motti adottati dalla All India Azad Muslim Conference. Nell'aprile 1929 lo slogan fu lanciato da Bhagat Singh e dal suo collaboratore Batukeshwar Dutt, che lo gridarono dopo aver bombardato l'Assemblea legislativa centrale a Delhi. Venne poi pronunciato per la prima volta in un tribunale aperto nel giugno 1929, nel contesto della dichiarazione congiunta presentata presso l'Alta Corte di Delhi. Da allora divenne uno dei motti del movimento indipendentista indiano, col quale la frase è stata spesso associata.
Lo slogan è stato reso assai popolare anche durante la Rivoluzione di luglio in Bangladesh.

## Nella cultura di massa
Nei romanzi politici indiani che raccontano il movimento per l'indipendenza, i personaggi con sentimenti pro-indipendenza sono sovente caratterizzati dal gridare Inquilab Zindabad.